# Nażyr
Nażyr – staropolskie imię męskie, złożone z członów Na- ('wspaniały'; na w jednym ze znaczeń mogło też oznaczać "kogoś, ze względu na kogo się dzieje jakaś akcja") i -żyr ("pokarm, czynność jedzenia, życie"). Imię to mogło więc oznaczać "tego, kto ma najlepsze życie", albo "tego, dzięki któremu uzyskuje się pokarm".